# The Electric Horseman
The Electric Horseman is een Amerikaanse western uit 1979 onder regie van Sydney Pollack.

## Verhaal
De cowboy Sonny trekt door het land om reclame te maken voor een graanontbijt. Hij kan nog weinig enthousiasme opbrengen voor zijn product. Wanneer hij erachter komt dat zijn paard met drugs wordt behandeld, neemt hij de benen. Hij verstoort daardoor een belangrijke commerciële manifestatie.

## Rolverdeling
| Acteur           | Personage     |
| ---------------- | ------------- |
| Robert Redford   | Sonny         |
| Jane Fonda       | Hallie        |
| Valerie Perrine  | Charlotta     |
| Willie Nelson    | Wendell       |
| John Saxon       | Hunt Sears    |
| Nicolas Coster   | Fitzgerald    |
| Allan Arbus      | Danny         |
| Wilford Brimley  | Boer          |
| Will Hare        | Gus           |
| Basil Hoffman    | Toland        |
| Timothy Scott    | Leroy         |
| James Sikking    | Dietrich      |
| James Kline      | Tommy         |
| Frank Speiser    | Bernie        |
| Quinn K. Redeker | Bud Broderick |